# Reeder (Dakota del Nord)
Reeder è un centro abitato (city) degli Stati Uniti, situato nella Contea di Adams nello Stato del Dakota del Nord. Nel censimento del 2000 la popolazione era di 181 abitanti. La città è stata fondata nel 1907.

## Geografia fisica
Secondo i rilevamenti dell'United States Census Bureau, la località di Reeder si estende su una superficie di 1,60 km², tutti occupati da terre.

## Popolazione
Secondo il censimento del 2000, a Reeder vivevano 181 persone, ed erano presenti 53 gruppi familiari. La densità di popolazione era di 114 ab./km². Nel territorio comunale si trovavano 130 unità edificate. Per quanto riguarda la composizione etnica degli abitanti, il 97,79% era bianco, l'1,10% era nativo e l'1,10% apparteneva a due o più razze.
Per quanto riguarda la suddivisione della popolazione in fasce d'età, l'11,0% era al di sotto dei 18, il 3,9% fra i 18 e i 24, il 14,4% fra i 25 e i 44, il 32,0% fra i 45 e i 64, mentre infine il 38,7% era al di sopra dei 65 anni di età. L'età media della popolazione era di 60 anni. Per ogni 100 donne residenti vivevano 103,4 maschi.